# رودولف رافتل
رودولف رافتل (بالألمانية: Rudolf Raftl)‏ (7 فبراير 1911 – 5 سبتمبر 1994) لاعب كرة قدم نمساوي راحل كان يجيد اللعب في مركز حارس المرمى .
لعب طوال مسيرته الرياضية في أندية هيرتا فيينا (1928-1929) رابيد فيينا (1930-1945) فيرست فيينا (1945-1948).
مثل منتخب النمسا في 6 مباريات (1933-1937) كما مثل منتخب ألمانيا في 6 مباريات (1938-1940). شارك مع منتخب النمسا في بطولة كأس العالم 1934 في إيطاليا حيث احتل المركز الرابع كما شارك مع منتخب ألمانيا في بطولة كأس العالم 1938 في فرنسا حيث خرج من الدور الأول.

## وصلات خارجية
- رودولف رافتل على موقع الاتحاد الدولي (مؤرشف)  (الإنجليزية)
- رودولف رافتل على موقع قاعدة بيانات كرة القدم.إي يو (الإنجليزية)
- رودولف رافتل على موقع ناشيونال فوتبول تيمز (الإنجليزية)
- رودولف رافتل على موقع Soccerway.com (الإنجليزية)
- رودولف رافتل على موقع عالم كرة القدم.نت (الإنجليزية)
- سيرة ذاتية